# Junzi imperialis
Junzi imperialis è una specie estinta di gibbone ritrovata nell'antica tomba di un nobile cinese. La specie tipo si basa su un cranio incompleto, è stata denominata Junzi imperialis, nel 2018 da Samuel Turvey e colleghi. Si ritiene che l'animale, vissuto circa 2.200-2.300 anni fa, fosse di proprietà di Lady Xia, madre del re Zhuangxiang di Qin e nonna di Qin Shi Huang, il primo imperatore della Cina.

## Scoperta e denominazione
Il cranio fossile fu scoperto quando la tomba fu aperta nel 2004. Si ritiene che l'animale fosse un membro del serraglio di animali domestici di lusso di Lady Xia, che comprendeva anche gru, leopardi, linci e un orso nero.
Il nome generico fu coniato da Turvey e dai suoi colleghi in riferimento a come i gibboni erano, nell'antica Cina, tenuti da nobili studiosi, o junzi (君子), come animali domestici.